# Bauernfrühstück
Bauernfrühstück o esmorzar de pagès, és un menjar alemany que va idear-se com a àpat sobrant i és un plat senzill a base de patates fregides i carn sobrant, que es barregen amb altres ingredients en una paella i s'escalfen. Cap al final del procés de cocció, s'aboquen ous batuts sobre el plat, i el plat es cuina com una truita o ous remenats. Una característica de qualitat, a diferència de les truites convencionals, és el seu color viu.

## Ingredients i guarnicions
A més de patates i ous, els ingredients típics per a l'esmorzar d'un pagès inclouen cansalada, pernil o carn fumada, així com cebes, porros, cebes tendres o cibulet. En algunes versions del plat, s'afegeixen tomàquets picats, cogombrets i ocasionalment bolets a la paella. Depenent de la regió i el costum, també s'afegeix nou moscada ratllada i pebre vermell dolç com a condiments durant la cocció.
Els plats típics per a l'esmorzar d'un pagès alemany són les amanides o els escabetxos.

## Variants

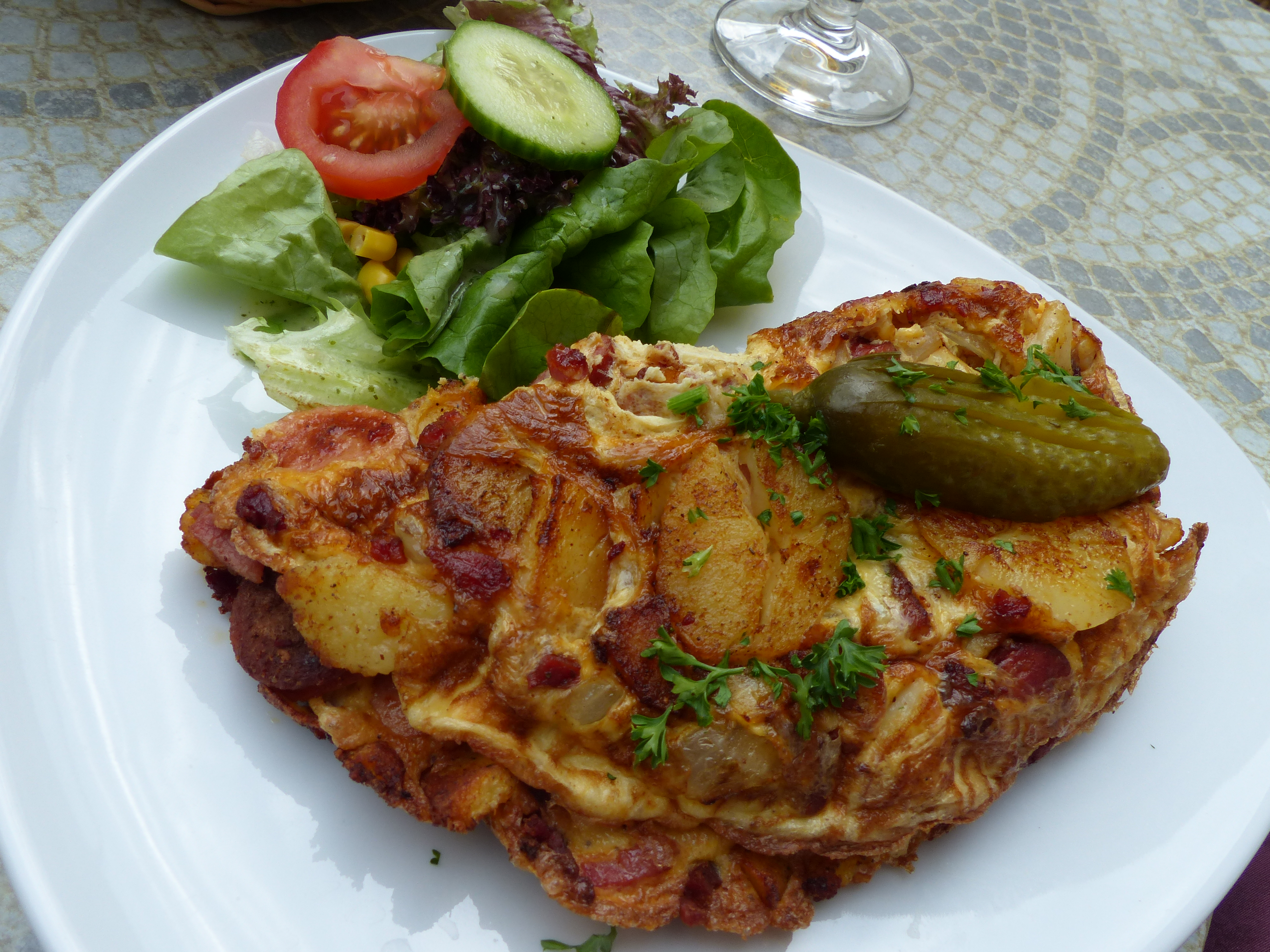
Bauernfrühstück en forma de truita.

Les sobres espesseïdes amb ou batut són habituals. Una variant berlinesa del plat és el Hoppelpoppel. Plats similars també es coneixen en altres països, per exemple, a França com a Omelette à la paysanne (amb agrella), a Espanya com a Tortilla de patatas, a Dinamarca com a biksemad (menjar variat) amb ou fregit i a Suècia com a Pyttipanna.